# Lukuga
Lukuga è un fiume dell'Africa equatoriale, precisamente della Repubblica Democratica del Congo, uno dei principali rami sorgentiferi del fiume Congo.
Nasce dalle rive occidentali del lago Tanganica, ad un'altitudine di circa 1000 m s.l.m.
Scorre in un altopiano per una lunghezza di circa 330 km, per poi confluire nel Lualaba, formando il fiume Congo.
Benché per la lunghezza nettamente superiore (1800 km) sia proprio il Lualaba considerato il vero inizio del Congo, la portata d'acqua del Lukuga è molto maggiore e sensibilmente più regolare.